# Vrapčište (kommun)
Vrapčište (makedonska: Врапчиште) är en kommun i Nordmakedonien. Den ligger i den västra delen av landet, 50 km väster om huvudstaden Skopje. Antalet invånare är 25 399. Arean är 158 kvadratkilometer.
Följande samhällen finns i kommunen Vrapčište:
- Gradec
- Negotino (Negotino-Pološko)
- Vrapčište
- Dobri Dol